# 小宋当家
《小宋当家》是中国大陆拍摄的一部民国题材动画片，讲述了民国中的一个卖饼店的少年为了解决各式各样的问题而开动脑筋的故事。

## 剧情
故事发生在民国的一个南方地区，有一个少年叫宋礼，他和姑姑一起经营烧饼店，并且他非常乐于助人，愿意想办法给大家解决各种问题，有的时候还会在幻境与自己的祖宗宋秉一起商量解决问题的对策。所以，他自然是受到了很多人的喜爱，并且通过和大家的相处，宋礼渐渐地理解了人与人之间的人情冷暖。

## 電視原聲
| 曲序 | 曲目                 |        | 作曲   | 演唱   |
| ---- | -------------------- | ------ | ------ | ------ |
| 1.   | 勇敢闖天涯（主题曲） | 盧永強 | 楊奇昌 | 何凌霜 |

## 外部連結
- 豆瓣电影上《小宋当家》的資料 （简体中文）
- 官方网站[]